# Боршт (Метлика)
Боршт (словен. Boršt) — поселення в общині Метлика, регіон Південно-Східна Словенія, Словенія.